# 财务报表分析
财务报表分析（英語：financial statement analysis），或称财务分析（英語：financial analysis），是审查和分析公司财务报表的过程，以做出更好的经济决策，在未来获得收入。这些报表包括利润表、资产负债表、现金流量表、账目说明和权益变动表。财务报表分析是一种方法或过程，涉及评估一个组织的风险、业绩、财务健康和未来前景的特定技术。